# 十字架の魔術師
『十字架の魔術師』（くろすのまじゅつし）は、岡崎圭による日本の漫画作品。
ヤングジャンプ新人増刊『漫太郎』（集英社）にて人気１位を獲得し、『週刊ヤングジャンプ』（集英社）にて連載を開始した。のちに『月刊ヤングジャンプ』（集英社）に移籍連載して2010年に完結。単行本は全6巻。

## あらすじ
昭和30年代の北海道。天野晴彦は、表向きは普通の教会の神父だが、じつは凄腕エクソシストという裏の顔を持つ男。左手に印された焼印の力で、どんな悪魔もたちどころに祓う。
かつては日本人でありながら世界的な祓魔師組織イコンの団員でもあった過去を持つ。
悪魔祓いの依頼の合図は懺悔室でノックを7回。今日も、彼の元には、依頼のノックが…。

## 登場人物
天野晴彦
本編の主人公。世界中のエクソシスト達が入団を望む祓魔師組織の頂点「イコン」の元団員。
アメリア
晴彦と同じ教会で暮らすロシア人シスター。晴彦とともにイコンを出た。晴彦に好意を持つ。
メアリー・グレース
イコンの幹部。男を魅了するセクシーな美女であり牧師。晴彦を再度、仲間にしたい希望を持つが…。
井沢志門
元イコン団員を騙る牧師。晴彦に勝負を挑むが敗れて、改心。弟子入りを志願する。
ローズ
少年時代の晴彦に悪魔祓いを教えた師匠。